# Facelina vicina
Facelina vicina is een slakkensoort uit de familie van de Facelinidae. De wetenschappelijke naam van de soort is voor het eerst geldig gepubliceerd in 1882 door Bergh.